# Titti Michal
Emilie "Titti" Augusta Helena Michal, född 19 juni 1864 i Vänersborgs församling, Älvsborgs län, död 19 maj 1918 i Gustav Vasa församling, Stockholms stad, var en svensk skådespelerska.

## Biografi
Titti Michal föddes 1864 i Vänersborg. Hon var från 1882 till 1882 engagerad vid Mindre teatern i Stockholm och från 1883 till 1886 vid ambulerande sällskapet. Michal var från 1886 till 1888 engagerad vid Stora teatern i Göteborg och från 1888 till 1893 hos August Lindberg. Michal var från 1893 till 1894 engagerad hos Carlberg, från 1894 till 1895 vid Vasateatern i Stockholm och från 1895 hos Albert Ranft. Hon avled 1918 i Gustav Vasa församling, Stockholm.
Michal har bland annat spelat rollerna Cadet i Fregattkaptenen, Agapetus i Herr Dardanell, Emil i Öregrund-Östhammar, Preciosa, Frou-Frou, Elin i Flinta och stål, Vronislawa i Tiggarstudenten och Césarine i Theblomma.
Titti Michal var dotter till Carl Gustaf Michal. Hon är gravsatt på Norra begravningsplatsen utanför Stockholm.